# Прапор Сент-Люсії
Прапор Сент-Люсії — один з офіційних символів Сент-Люсії. Офіційно затверджений 22 лютого 2002 року. Співвідношення сторін прапора 1:2.
Прапор Сент-Люсії представлений прямокутним полотном блакитного кольору на якому зображено дві трикутні фігури золотого та чорного кольору. Це символізує острів посередині Карибського моря. Блакитний колір символ вірності, а два трикутники — гори вулканічного масиву Пітон (Грос-Пітон і Пті-Пітон), які є символами Сент-Люсії. Золотий трикутник символізує сонце, чорний трикутник з білою стрічкою по боках — мирне співіснування чорної та білої раси, які працюють та живуть у єдності.

## Дизайн

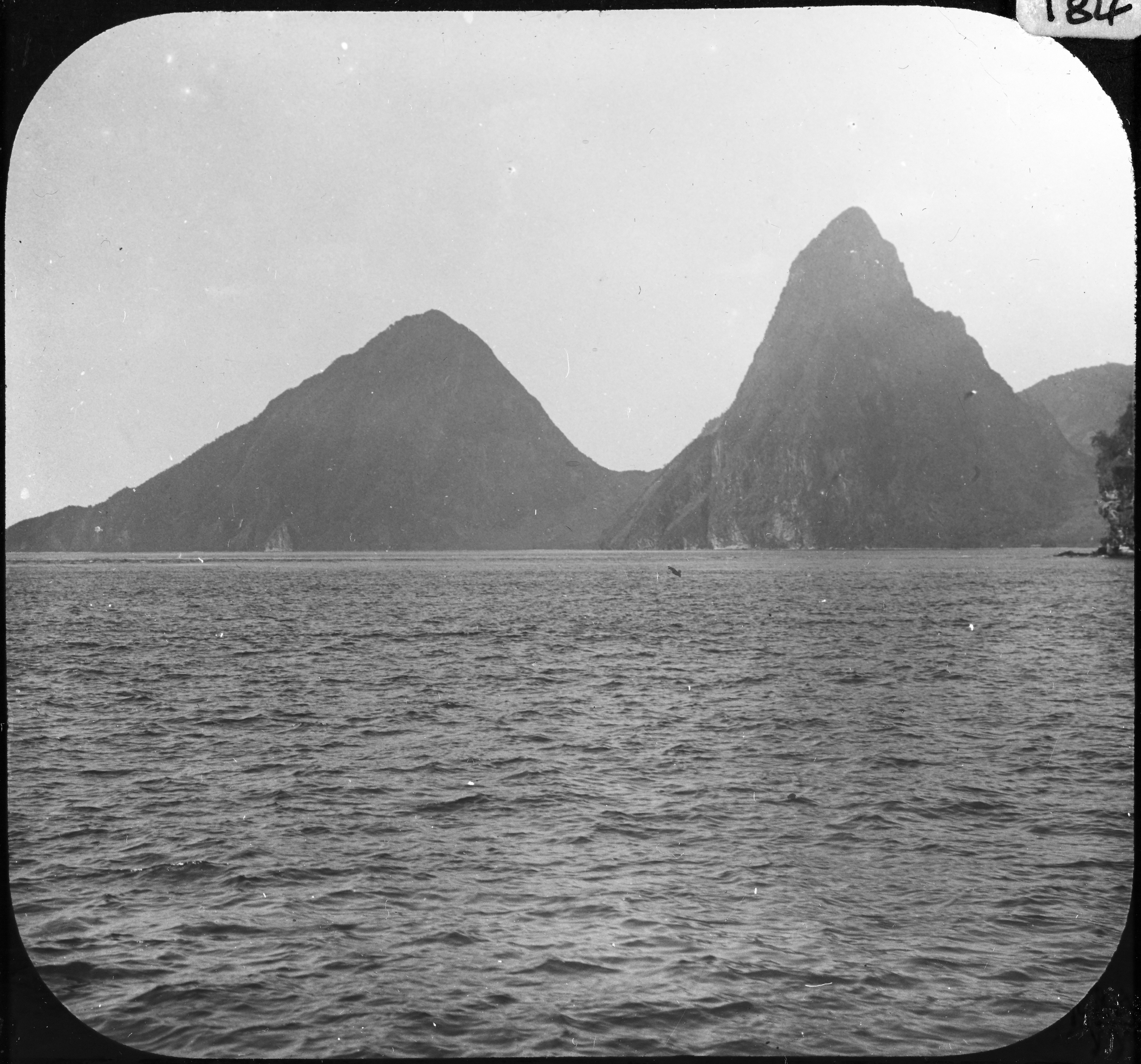
Зображення Пітонів, двох конічних вулканічних скель, стилізованих під два центральні трикутники прапора, 1903 року.

Кольори та символи прапора мають культурне, політичне та регіональне значення. Блакитний уособлює небо і море, зокрема Атлантичний океан і Карибське море, які оточують країну. Чорний та білий натякає на гармонійні стосунки між чорними та білими расами. Жовтий колір символізує сонячне світло,також процвітання. Трикутники представляють Пітони,які являють собою подвійні вулканічні конуси, розташовані в південно-західній частині острова і єдність;Ґрос-Пітон та Петіт-Пітон є національним символом Сент-Люсії.

## Історичні прапори

1 березня 1967 — 22 лютого 1979
22 лютого 1979 — 22 лютого 2002